# Skyggespil
Skyggespil er en erindringsbog fra 1956 skrevet af Hans Kirk. ”Skyggespil” består af en samling historier med udgangspunkt i barndommen i Hadsund.
”Skyggespil” regnes den dag som i dag som et af Kirks mest vellykkede og betydelige værker. I erindringsbogen bliver han bevidst om sine gamle styrker og på sine rødder, det bondske og det småbyske miljø.
I bogen fortæller Hans Kirk om sine barndomsminder fra en rejse, hvor han med hestevogn sammen med sin mormor rejste fra Thy til hjembyen Hadsund i Himmerland.
Bogen består af 15 afsnit.
- Skyggespil
- Landstingsvalg
- Slægtens ældste
- Haren
- Ulykkens dag
- Den kloge mand
- Bondelægen
- Drengeliv
- Boel-Hans
- En tro tjenerinde
- Brakkeren
- Nøjsomhedens kyst
- Vor by
- Landsforvist